# الفريق 60

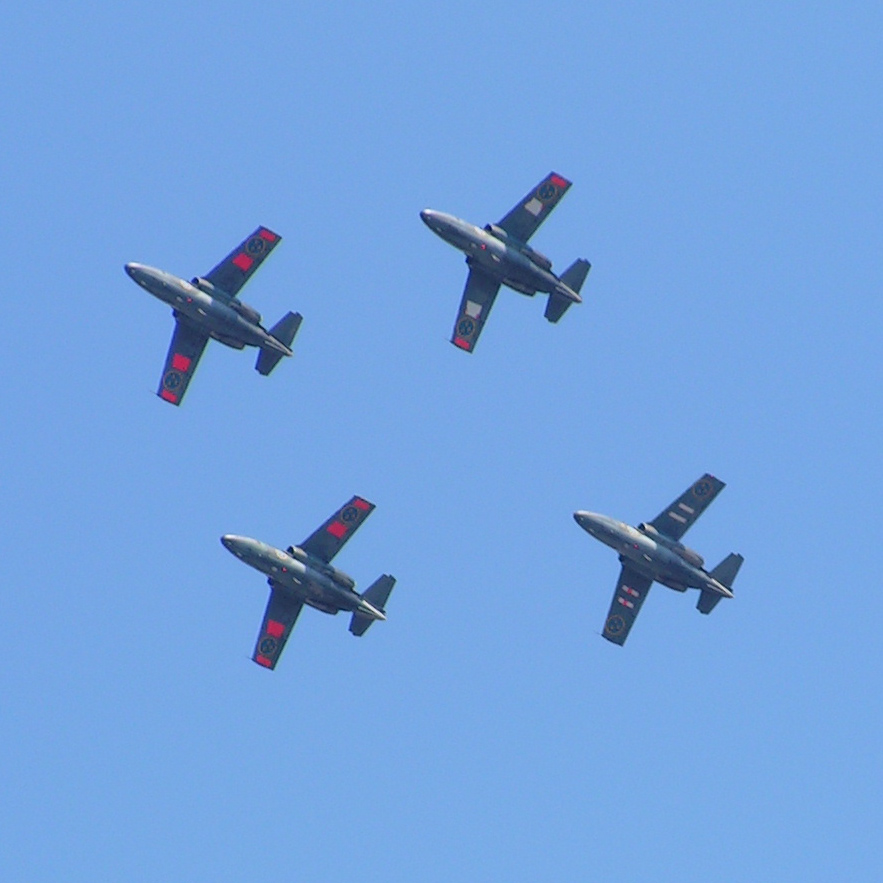
الفريق 60

فريق 60 "Team 60" هو فريق استعراض جوي لسلاح الجو السويدي. أسم الفريق مشتق من أسم الطائرة المستخدمة في الاستعراضات وهي طائرة «ساب س ك 60» بالسويدي:Saab SK 60. قام فريق 60 بأول استعراض رسمي له في ربيع عام 1976م في مدينة سافه. خلافاً عن العديد من فرق الأستعراض الجوية العالمية فأن فريق 60 يداوم على تدريباته بفترة دوام كامل. طيارين الفريق مختصون فقط بالاستعراضات الجوية وليس لهم أي صلة بالفيالق الحربية. مقر الفريق الرئيسي موجود في منطقة تسمى مالمِن في مدينة لين شوبينغ.